# Fagerrönn
Fagerrönn (Sorbus meinichii) är en art i familjen rosväxter och förekommer naturligt i västra och södra Norge, samt i östra Sverige.
Fagerrönn är en buske som blir upp till två meter hög, får gulvita blommor och blommar i juni. Frukten är röd och rund. Fagerrönnen är apomiktisk, vilket betyder att den sätter frukt med frö utan befruktning. Detta medför att fröavkomman blir en exakt genetisk kopia av moderplantan. Fagerrönn är fridlyst i Sverige. 
En äldre synonym till fagerrönn är avarönn. Tidigare ansågs fagerrönn och avarönn vara samma art, men idag klassas de som två skilda arter.

## Synonymer
- Sorbus teodori [4] Liljef. 1953
- Hedlundia meinichii (Lindeb. ex Hartman)[5]